# Wilnohirsk
Wilnohirsk (ukrainisch Вільногірськ; russisch Вольногорск Wolnogorsk) ist eine Stadt im Zentrum der Ukraine, Oblast Dnipropetrowsk mit etwa 19.000 Einwohnern (2024).

## Geographie
Die Stadt liegt 96 km westlich von Dnipro südlich des Oberlaufs des 42 km langen Samotkan (ukrainisch: Самоткань), einem Nebenfluss des Dnepr.

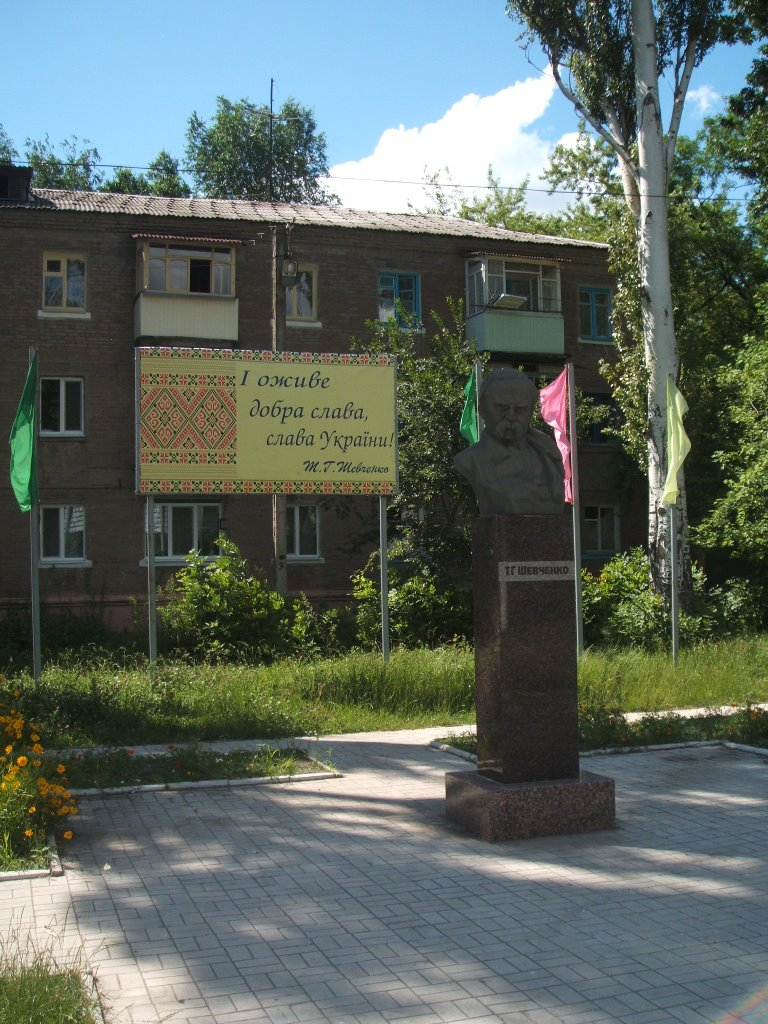
Taras-Schewtschenko-Denkmal in der Stadt

## Geschichte
Der am 12. August 1956 gegründete Ort entstand hier als Wohnort für die Arbeiter einer Titanmine samt verarbeitenden Kombinat. Am 16. Juni 1958 wurde er, abgeleitet vom nahegelegenen Dorf Wilni Chutory (Вільні Хутори) in Wilnohirsk umbenannt. Im Jahr 1965 erhielt er den Status einer Stadt und 1990 den Status einer kreisfreien Stadt.

## Verwaltungsgliederung
Am 12. Juni 2020 wurde die Stadt zum Zentrum der neugegründeten Stadtgemeinde Wilnohirsk (Вільногірська міська громада/Wilnohirska miska hromada). Zu dieser zählen auch die 10 in der untenstehenden Tabelle aufgelisteten Dörfer, bis dahin bildete sie die gleichnamige Stadtratsgemeinde Wilnohirsk (Вільногірська міська рада/Wilnohirska miska rada) direkt unter Oblastverwaltung stehend im Südwesten des ihn umschließen Rajons Rajons Werchnjodniprowsk.
Am 17. Juli 2020 kam es im Zuge einer großen Rajonsreform zum Anschluss des Rajonsgebietes an den Rajon Kamjanske.
Folgende Orte sind neben dem Hauptort Wilnohirsk Teil der Gemeinde:
| Name                     | Name         | Name                         |
| ukrainisch transkribiert | ukrainisch   | russisch                     |
| ------------------------ | ------------ | ---------------------------- |
| Didowe                   | Дідове       | Дедово (Dedowo)              |
| Dobrohirske              | Доброгірське | Доброгорское (Dobrogorskoje) |
| Dmytriwka                | Дмитрівка    | Дмитровка (Dmitrowka)        |
| Krynytschky              | Кринички     | Кринички (Krinitschki)       |
| Kuschnariwka             | Кушнарівка   | Кушнарёвка (Kuschnarjowka)   |
| Marjaniwka               | Мар'янівка   | Марьяновка (Marjanowka)      |
| Motroniwka               | Мотронівка   | Мотроновка (Motronowka)      |
| Nowohanniwka             | Новоганнівка | Новоанновка (Nowoannowka)    |
| Possunky                 | Посуньки     | Посуньки (Possunki)          |
| Sokolowe                 | Соколове     | Соколово (Sokolowo)          |

## Bevölkerung
| 1959  | 1970   | 1979   | 1989   | 2001   | 2005   | 2016   | 2019   |
| ----- | ------ | ------ | ------ | ------ | ------ | ------ | ------ |
| 1.140 | 19.419 | 22.626 | 24.620 | 23.782 | 23.894 | 23.494 | 22.979 |

Quelle: